# Diskografija Big Boija
Ovo je diskografija repera Big Boia.

## Albumi
| Godina | Detalji o albumu | Pozicija na top listama | Pozicija na top listama | Pozicija na top listama | Pozicija na top listama | Pozicija na top listama | Pozicija na top listama | Pozicija na top listama |
| Godina | Detalji o albumu | US                      | US R&B                  | US Rap                  | UK                      | UK R&B                  | CAN                     | AUS                     |
| ------ | --- | ----------------------- | ----------------------- | ----------------------- | ----------------------- | ----------------------- | ----------------------- | ----------------------- |
| 2010   | Sir Lucious Left Foot: The Son of Chico Dusty - Objavljen: 6. srpnja, 2010. - Diskografska kuća: Def Jam - Formati: CD, digital download | 3                       | 3                       | 3                       | 80                      | 14                      | 20                      | 33                      |

## Singlovi
| Year | Single                            | Peak chart positions | Peak chart positions | Peak chart positions | Peak chart positions | Peak chart positions | Album                                          |
| Year | Single                            | US                   | US R&B               | US Heat              | UK                   | UK R&B               | Album                                          |
| ---- | --------------------------------- | -------------------- | -------------------- | -------------------- | -------------------- | -------------------- | ---------------------------------------------- |
| 2010 | "Shutterbugg" (featuring Cutty)   | 120                  | 60                   | 19                   | 31                   | 13                   | Sir Luscious Left Foot: The Son of Chico Dusty |
| 2010 | "Follow Us" (featuring Vonnegutt) | —                    | —                    | —                    | —                    | —                    | Sir Luscious Left Foot: The Son of Chico Dusty |